# Американські солдати (фільм)
Американські солдати (англ. American Soldiers) — канадський бойовик 2005 року.

## Сюжет
Вони — сміливі, відважні бійці спецпідрозділу. Вони завжди впевнено почувають себе в будь-якій ситуації. Але ворог не спить. Він готує їм жорстоку відсіч. Група американських солдатів потрапляє в засідку. Щоб вижити в цій запеклій сутичці їм доведеться застосувати всі свої навички та вміння.

## У ролях
- Кертіс Морган — спеціаліст Тайлер Джексон
- Зан Калабретта — сержант Дельвеккіо
- Джордан Браун — спеціаліст Коен
- Едді Делла Сіпе — рядовий Рой Піна
- Пол Старіно — рядовий Доуді
- Бен Джилбенк — рядовий Ейкенс
- Шон Тейлор — сержант Рон Сталкер
- Бретт Райан — спеціаліст Ромео
- Філіпп Бакленд — спеціаліст Карвер
- Майкл Белізаро — рядовий Джонсон
- Вінс Салонія — лейтенант Ахмед
- Джеймс Гілберт — лейтенант національної гвардії Беннінгс
- Джейсон Метісон — лейтенант національної гвардії Діггс
- Аластер Лав — сержант національної гвардії Вілкес
- Джош Кемпбелл — рядовий національної гвардії Келлі
- Джессі Райдер Хьюз — спеціаліст національної гвардії Купер

## Сприйняття
Оцінка на сайті IMDb — 3,1/10. 